# MGM Channel
MGM Channel foi um canal de televisão por assinatura dos Estados Unidos que ofereceu 24 horas de filmes da Metro-Goldwyn-Mayer Inc. O canal pertencia à AMC Networks International e dedica-se à transmissão dos maiores sucessos do maior acervo de filmes da Metro-Goldwyn-Mayer Inc. O canal tem acesso a mais de 4.000 títulos da filmoteca da MGM Studios.
Após a aquisição da Chellomedia, a AMC Networks anunciou em 4 de agosto de 2014 que o canal MGM seria rebatizado como AMC no final de 2014.

## Distribuição
No Brasil, o canal estreou na Sky em dezembro de 1997, distribuído pela MGM Networks com o nome de MGM Gold.
Em 27 de outubro de 2014 estava prevista a estreia do canal AMC no Brasil, substituindo o canal MGM, mas acabou sendo adiada para 2015 devido à falta de acordo com algumas operadoras.
Em 24 de novembro de 2014, a NET anunciou que o canal MGM seria substituído pelo Paramount Channel no dia 12 de dezembro de 2014.
Em 1 de abril de 2015 o canal foi substituído pelo AMC.
Na África do Sul o MGM Channel estava disponível pelo provedor de satélite TopTV. O canal foi substituído pelo AMC a 1 de dezembro de 2014.

## MGM HD
O MGM HD foi lançado no Brasil a 29 de abril de 2009, como sendo o quarto país a receber sua versão em high definition, este em português no formato de alta definição (1080p), na operadora Sky 24 horas por dia com uma ampla filmoteca de produções clássicas e contemporâneas.